# Donji Orahovac (Kotor, Crna Gora)
Donji Orahovac je naselje u Boki kotorskoj, u općini Kotor. 

## Stanovništvo

### Nacionalni sastav po popisu 2003.
- Hrvati -  7
- Crnogorci -  104
- Srbi -  124
- neopredijeljeni - 17
- ostali -  5

## Uprava
Donji Orahovac ima status jedne od dvadeset mjesnih zajednica u okviru općine Kotor. Predsjednik mjesne zajednice je gospodin Slobodan Vukasović.

## Vanjske poveznice
http://wikii.itam.ws/index.php/Orahovac  Arhivirana inačica izvorne stranice od 12. listopada 2008. (Wayback Machine)